# Куттс, Джозеф
Джозеф Куттс (англ. Joseph Coutts; род. 21 июля 1945, Амритсар, Британская Индия) — пакистанский кардинал. Коадъютор епархии Хайдарабада с 5 мая 1988 по 1 сентября 1990. Епископ Хайдарабада с 1 сентября 1990 по 27 июня 1998. Епископ Фейсалабада с 27 июня 1998 по 25 января 2012. Архиепархии Карачи с 25 января 2012 по 11 февраля 2021. Кардинал-священник с титулярной церковью Сан-Бонавентура-да-Баньореджо с 28 июня 2018.

## Биография
Джозеф Куттс родился 21 июля 1945 года в городе Амритсар, Британская Индия. После окончания школы поступил в семинарию Христа Царя в Карачи, после окончания которой был рукоположён 9 января 1971 года в священника. Обучался богословским дисциплинам в Риме. После возвращения в Пакистан преподавал философию в семинарии Христа Царя в Карачи, был ректором начальной духовной семинарии в Лахоре и исполнял обязанности генерального викария.
5 мая 1988 года Римский папа Иоанн Павел II назначил Джозефа Куттса вспомогательным епископом епархии Хайдарабада. 16 сентября 1988 года был рукоположён в епископа.
1 сентября 1990 года Джозеф Куттс был назначен ординарием епархии Хайдарабада и 27 июня 1998 года — ординарием епархии Фейсалабада.
25 января 2012 года Римский папа Бенедикт XVI назначил Джозефа Куттса ординарием архиепархии Карачи.

## Кардинал
20 мая 2018 года папа римский Франциск объявил, что 14 прелатов будут возведены в достоинство кардиналов на консистории от 29 июня 2018 года, среди которых было названо имя и архиепископа Куттса.
28 июня 2018 года Куттс возведён в кардиналы-священники с титулом церкви Сан-Бонавентура-да-Баньореджо.
11 февраля 2021 года Папа Франциск принял отставку кардинала Куттса с поста архиепископа Карачи